# Burhan Qurbani
Burhan Qurbani o en persa: برهان قربانی‎ (Erkelenz, Alemania, 15 de noviembre de 1980) es director de cine, escritor y actor germano-afgano.

## Biografía
Miembro de la etnia hazara, su familia se desplazó a Alemania durante la invasión soviética de Afganistán. Estudió en la Academia de Cine de Baden-Württemberg, en Alemania. Es director de cine, escritor y actor. Ha dirigidos películas como Shahada (2010), 20xBrandenburg (documental de televisión 2010), La ilusión (cortometraje de 2007) o el largometraje Somos jóvenes, somos fuertes (2014).

### Inicios
Dirigió la película Shahada en 2010. La cinta es una película dramática alemana que narra los destinos de tres jóvenes nacidos en la capital alemana, Berlín. Estos jóvenes musulmanes berlineses chocan mientras luchan por encontrar un terreno intermedio entre la fe y la vida moderna en la sociedad occidental. La película fue nominada al Oso de oro en el 60.º Festival de Cine de Berlín.
También en 2010 dirigió el corto documental 20xBrandenburg. Con una duración de 16 minutos, 20xBrandenburg se estrenó en octubre de 2010 en la televisión alemana.

## Filmografía
- Illusion (2007)
- Shahada (2010)
- 20xBrandenburg (2010)
- Somos jóvenes, somos fuertes (2014)[8]

## Premios
Qurbani ha sido distinguido con el premio del Clan de Cine de la Casa del Arte alemana por la película Shahada (2010). También ha obtenido el premio del Jurado (Hecho en Hamburgo), incluido el Premio Alemán de Críticos de Cine 2008 por el cortometraje Illusion (2007).